# 铁氰化钾
铁氰化钾，俗稱赤血鹽，是化学式为K3[Fe(CN)6]的化合物。这种鲜红色的盐含有八面体配位的[Fe(CN)6]3−离子。它易溶于水，溶液有黄绿色荧光。它由利奥波德·格梅林于1822年发现。

## 制备
铁氰化钾由氯气通入亚铁氰化钾溶液制备：
{\displaystyle {\ce {2K4[Fe(CN)6] +Cl2 -> 2K3[Fe(CN)6] +2KCl}}}

## 结构
与其他金属氰化物一样，铁氰化钾固体具有复杂的聚合结构。该聚合物由八面体[Fe(CN)6]3−中心和与CN配体结合的K+离子交联。当固体溶解在水中时，K+-NCFe键会断裂。

## 应用
铁氰化钾可用于钢铁表面硬化、电镀、羊毛染色、实验室试剂和有机化学中的温和氧化剂。

### 蓝图与摄影
铁氰化钾广泛用于蓝图绘制和摄影（蓝晒法）。一些照相印刷调色过程涉及使用铁氰化钾。在处理过程中，铁氰化钾作为氧化剂从彩色负片和正片中去除银，这一过程称为漂白。由于铁氰化钾漂白剂对环境不友好、寿命短，并且如果与高浓度和大量的酸混合会释放出氰化氢气体，自1972年引入柯达C-41冲印处理工艺以来，使用EDTA铁的漂白剂已用于彩色刻印。在彩色刻印中，铁氰化钾用于在不减少点数的情况下减小色点的尺寸，作为一种称为点蚀刻的手动颜色校正。它还与少量硫代硫酸钠一起用于黑白摄影，以降低负片或明胶银刻印的密度；这可以帮助抵消因负片过曝引起的问题，或使照片中的高光变亮。

### 有机合成试剂
铁氰化钾在有机化学中用作氧化剂。它是夏普莱斯不对称双羟基化反应中催化剂再生的氧化剂。

### 其他
铁氰化钾与氢氧化钾（或作为替代品的氢氧化钠）和水混合，可制成村上蚀刻剂。金相学家使用这种蚀刻剂来提供硬质合金中粘合剂和碳化物相之间的对比。
铁氰化钾可用于检验亚铁离子，亞铁离子与铁氰化钾溶液（黄色）反应生成普鲁士蓝沉淀。

## 普鲁士蓝
普鲁士蓝是蓝印法中的深蓝色颜料，由K3[Fe(CN)6]-与亚铁（Fe2+）离子以及K4[Fe(CN)6]与铁盐反应生成。
在组织学中，铁氰化钾用于检测生物组织中的亚铁离子。铁氰化钾在酸性溶液中与亚铁离子反应生成不溶性蓝色色素，通常称为藤氏蓝或普鲁士蓝。为了检测三价铁（Fe3+）离子，在Perls普鲁士蓝染色法中用亚铁氰化钾代替。在藤氏蓝反应中形成的物质和在普鲁士蓝反应中形成的化合物是相同的。

## 安全
铁氰化钾毒性低，主要危害是对眼睛和皮肤有轻微刺激性。然而，在非常强的酸性条件下，会产生剧毒的氰化氢气体：
{\displaystyle {\ce {6H+ +[Fe(CN)6]^{3-}-> 6HCN + Fe^{3+}}}}